# ヨハン・クライフ・スハール2000
ヨハン・クライフ・スハール2000（オランダ語: Johan Cruijff Schaal2000)は、ヨハン・クライフ・スハールの5回目のシーズンである。1999-00シーズンにエールディヴィジを優勝したPSVアイントホーフェンと同シーズンにKNVBカップを制したローダJCが対戦し、PSVが2-0で勝利した。

## 試合

### 詳細
| PSVアイントホーフェン                 | 2–0      | ローダJC |
| ------------------------------------- | -------- | -------- |
| アディル・ラムジ 29分 · ファベル 44分 | レポート |          |

| PSV | ローダJC |